# Hubová
Hubová este o comună slovacă, aflată în districtul Ružomberok din regiunea Žilina, pe malul râului Váh. Localitatea se află la altitudinea de 449 m deasupra n.m., se întinde pe o suprafață de 16,7 km2 și în 2017 număra 1.079 de locuitori. Se învecinează cu comuna Švošov.

## Istoric
Localitatea Hubová este atestată documentar din 1425.

## Demografie
| An:                | 1994 | 2004   | 2014   | 2024   |
| ------------------ | ---- | ------ | ------ | ------ |
| Număr de persoane: | 1057 | 1063   | 1060   | 1085   |
| Diferență:         |      | +0,56% | −0,28% | +2,35% |

| An:                | 2023 | 2024   |
| ------------------ | ---- | ------ |
| Număr de persoane: | 1088 | 1085   |
| Diferență:         |      | −0,27% |